# Afrim Bunjaku
Afrim Bunjaku (* 15. April 1973; † 24. September 2023 in Zvečan) war ein Polizeibeamter der Polizei des Kosovo, der in den frühen Morgenstunden des 24. September 2023 von einer schwer bewaffneten Gruppe Serben in Zvečan während des Angriffs auf Banjska getötet wurde. Zum Zeitpunkt seines Todes war er Kommandant der örtlichen Polizeistation in Zvečan. Posthum wurde er von der Präsidentin Vjosa Osmani mit dem Orden Held des Kosovo geehrt. Sie rief am 25. September 2023 einen nationalen Trauertag aus.
Bunjaku wurde am 25. September 2023 im Beisein der Präsidentin und des Premierministers Albin Kurti, die ihn in Reden zum Helden und Märtyrer erklärten, beerdigt. Auch der Botschafter der USA und der Repräsentant der Europäischen Union im Kosovo nahmen an der Beisetzung teil.